# 東妻勇輔
東妻 勇輔（あづま ゆうすけ、1996年4月4日 - ）は、和歌山県和歌山市出身のプロ野球選手（投手）。右投右打。千葉ロッテマリーンズ所属。
弟は横浜DeNAベイスターズ所属の東妻純平。

## 経歴
小学2年生のときに野球を始めた。中学時代は和歌山興紀ボーイズに所属し、投手として活躍。3年次にはNOMOJAPANに選出された。
智辯学園和歌山高等学校では2年秋からエースとなり、3年春には選抜大会に出場したが、初戦は自らの暴投で延長15回サヨナラ負けした。同年夏の和歌山大会の市立和歌山との決勝戦では、リリーフ登板したが延長11回裏に同点を許し、12回にサヨナラ打を浴びて甲子園出場を逃した。智辯和歌山は1987年に初めて和歌山大会決勝に進出して以来、決勝20連勝中だったが、初の決勝敗退となった。
日本体育大学に進学し、3年秋にはリーグ戦でノーヒットノーランを達成する。第48回明治神宮野球大会では決勝戦で完封勝利を挙げた。
2018年10月25日に行われたドラフト会議では、千葉ロッテマリーンズから2位指名を受け、12月2日に契約金7000万円、年俸1200万円（金額は推定）で契約に合意した。背番号は24。

### ロッテ時代
2019年は7月3日に初めて一軍へ昇格し、同日のオリックス・バファローズ戦でプロ初登板を果たした。7月18日に出場選手登録を抹消されたが、同28日に再登録されると、8月1日のオリックス戦でプロ初勝利、同3日の東北楽天ゴールデンイーグルス戦ではプロ初ホールドを記録した。9月16日に再び出場選手登録を抹消されると、そのままシーズンを終え、ルーキーイヤーは24試合の一軍登板で3勝2敗7ホールド・防御率4.71という成績であった。オフに500万円増となる推定年俸1700万円で契約を更改した。
2020年は新型コロナウイルスの影響で120試合制の短縮シーズンとなり、開幕も6月に延期された。8月13日に一軍へ昇格するも、9月8日に登録抹消。同18日に一軍へ再昇格したが、新型コロナウイルスに感染した岩下大輝の濃厚接触者に特定されたことを受けて10月6日に登録抹消となり、そのままシーズンを終えた。この年は13試合の登板で0勝0敗1ホールド・防御率3.00という成績にとどまり、オフに200万円減となる推定年俸1500万円で契約を更改した。
2021年は6月18日に一軍へ昇格すると、シーズン終了まで一軍に帯同。この年は37試合の登板で1勝0敗4ホールド・防御率2.88を記録し、オフに700万円増となる推定年俸2200万円で契約を更改した。
2022年は開幕を二軍で迎え、4月28日に出場選手登録をされるも、5月7日に登録抹消。6月9日には体調不良を訴え、翌10日に新型コロナウイルス陽性判定を受けた。8月3日、チームのコロナ禍に伴って特例2022の代替指名選手として一軍へ昇格したが、体調不良で出場選手登録を抹消されていたタイロン・ゲレーロの復帰に伴って、同5日に登録抹消となった。この年は二軍では40試合の登板で防御率1.07と結果を残したものの、一軍ではわずか3試合の登板に終わり、オフに500万円減となる推定年俸1700万円で契約を更改した。
2023年は開幕こそ二軍で迎えたものの、イースタン・リーグでは9試合の登板で防御率0.00を記録し、5月5日に出場選手登録。様々な場面でマウンドに上がり、前半戦終了時点では21試合に登板し、0勝1敗8ホールド・防御率2.14を記録していたが、8月は6登板で防御率5.06と調子を落とし、8月24日に出場選手登録を抹消された。9月24日に特例2023の代替指名選手として出場選手登録されるも、翌25日の福岡ソフトバンクホークス戦では1/3回で2失点を喫し、26日に登録抹消。10月2日に再び特例2023の代替指名選手として出場選手登録され、2試合に登板していずれも3者凡退に抑えたものの、同7日に登録抹消。10月10日に再登録され、この年は36試合の登板で0勝1敗11ホールド・防御率2.91を記録した。CSではソフトバンクとのファーストステージで1試合、オリックスとのファイナルステージで3試合に登板。ファイナルステージ第1戦では同点の6回裏、無死二塁で中村稔弥がマーウィン・ゴンザレスに対し、カウント2ボールとした場面でマウンドに上がったが、暴投と四球でピンチを広げ、2本の適時打などで3点を失った。オフに1300万円増となる推定年俸3000万円で契約を更改した。
2024年、オープン戦では6試合の登板で0勝2敗・防御率5.06と結果を残せず、開幕を二軍で迎えた。6月7日に出場選手登録され、4登板のうち3試合では無失点に抑えたものの、同12日の横浜DeNAベイスターズ戦では打者一巡の猛攻を許し、1回6安打1四球6失点で敗戦投手。6月21日の登板を最後に同26日に出場選手登録を抹消された。その後は8月30日に再登録されるも、2試合連続失点を喫して9月2日に登録抹消。そのまま二軍でシーズンを終え、この年は6試合の登板で0勝1敗・防御率11.05という成績に終わり、オフに700万円減となる推定2300万円で契約を更改した。

## 選手としての特徴
| 球種       | 配分 % | 平均球速 km/h |
| ---------- | ------ | ------------- |
| ツーシーム | 47.5   | 142.8         |
| スライダー | 27.4   | 130.7         |
| フォーク   | 23.4   | 136.6         |
| ストレート | 01.7   | 144.5         |

テイクバックに入ってからの動きが人一倍速い、体全体を使った躍動感溢れる投球フォームが特徴。2023年シーズンからは走者がいない場面でもクイックモーションで投球している。
横に大きく滑りながら落ちるブレーキのきいたスライダーは2023年シーズンで被打率.094を記録し、絶対の自信を持つ球種である。持ち球はその他に最速155km/hのストレート、高速で変化するフォーク・ツーシーム・カットボールがある。
2021年シーズン終了後に本人が「今年のボールの8割はツーシームとスライダー、フォークといったところになると思うんですけど、真っ直ぐ自体そんなに空振りをとれるボールではないので」と話したように、2021年シーズンからはツーシーム・スライダー・フォークの3球種が投球の大半を占めている。
左打者の内角への攻め方に課題を抱えており、左打者の被打率が高い。

## 人物
愛称は「あじゅ」。
5学年下の弟の東妻純平が2019年ドラフト4位でDeNAに入団した際は「とても嬉しい。自分と同じように背が低くて素質があるわけではない。それなのにプロ野球選手になれたというのは、純平の努力だと思う」と語り、入団祝いで時計をプレゼントしたという。
2021年1月24日、一般女性との結婚を発表した。

## 詳細情報

### 年度別投手成績
| 年 度     | 球 団     | 登 板 | 先 発 | 完 投 | 完 封 | 無 四 球 | 勝 利 | 敗 戦 | セ 丨 ブ | ホ 丨 ル ド | 勝 率 | 打 者 | 投 球 回 | 被 安 打 | 被 本 塁 打 | 与 四 球 | 敬 遠 | 与 死 球 | 奪 三 振 | 暴 投 | ボ 丨 ク | 失 点 | 自 責 点 | 防 御 率 | W H I P |
| --------- | --------- | ----- | ----- | ----- | ----- | -------- | ----- | ----- | -------- | ----------- | ----- | ----- | -------- | -------- | ----------- | -------- | ----- | -------- | -------- | ----- | -------- | ----- | -------- | -------- | ------- |
| 2019      | ロッテ    | 24    | 0     | 0     | 0     | 0        | 3     | 2     | 0        | 7           | .600  | 92    | 21.0     | 19       | 2           | 13       | 2     | 0        | 16       | 2     | 0        | 11    | 11       | 4.71     | 1.52    |
| 2020      | ロッテ    | 13    | 0     | 0     | 0     | 0        | 0     | 0     | 0        | 1           | ----  | 69    | 15.0     | 10       | 2           | 14       | 1     | 0        | 4        | 0     | 0        | 5     | 5        | 3.00     | 1.60    |
| 2021      | ロッテ    | 37    | 0     | 0     | 0     | 0        | 1     | 0     | 0        | 4           | 1.000 | 149   | 34.1     | 38       | 4           | 9        | 0     | 2        | 29       | 2     | 1        | 16    | 11       | 2.88     | 1.37    |
| 2022      | ロッテ    | 3     | 0     | 0     | 0     | 0        | 0     | 0     | 0        | 0           | ----  | 21    | 4.0      | 9        | 2           | 2        | 0     | 0        | 1        | 1     | 0        | 4     | 3        | 6.75     | 2.75    |
| 2023      | ロッテ    | 36    | 0     | 0     | 0     | 0        | 0     | 1     | 0        | 11          | .000  | 141   | 34.0     | 29       | 3           | 12       | 0     | 1        | 28       | 4     | 0        | 11    | 11       | 2.91     | 1.21    |
| 2024      | ロッテ    | 6     | 0     | 0     | 0     | 0        | 0     | 1     | 0        | 0           | .000  | 37    | 7.1      | 13       | 2           | 2        | 0     | 1        | 7        | 1     | 0        | 9     | 9        | 11.05    | 2.05    |
| 通算：6年 | 通算：6年 | 119   | 0     | 0     | 0     | 0        | 4     | 4     | 0        | 23          | .500  | 509   | 115.2    | 118      | 15          | 52       | 3     | 4        | 85       | 10    | 1        | 56    | 50       | 3.89     | 1.47    |

- 2024年度シーズン終了時

### 年度別守備成績
| 年 度 | 球 団  | 投手  | 投手  | 投手  | 投手  | 投手  | 投手     |
| 年 度 | 球 団  | 試 合 | 刺 殺 | 補 殺 | 失 策 | 併 殺 | 守 備 率 |
| ----- | ------ | ----- | ----- | ----- | ----- | ----- | -------- |
| 2019  | ロッテ | 24    | 4     | 2     | 0     | 1     | 1.000    |
| 2020  | ロッテ | 13    | 1     | 3     | 0     | 0     | 1.000    |
| 2021  | ロッテ | 37    | 4     | 6     | 1     | 0     | .909     |
| 2022  | ロッテ | 3     | 0     | 0     | 0     | 0     | ----     |
| 2023  | ロッテ | 36    | 4     | 7     | 0     | 1     | 1.000    |
| 2024  | ロッテ | 6     | 0     | 2     | 0     | 0     | ----     |
| 通算  | 通算   | 119   | 13    | 20    | 1     | 2     | .971     |

- 2024年度シーズン終了時

### 記録
初記録
- 初登板：2019年7月3日、対オリックス・バファローズ11回戦（京セラドーム大阪）、9回裏に4番手で救援登板・完了、1回無失点
- 初奪三振：2019年7月6日、対埼玉西武ライオンズ13回戦（ZOZOマリンスタジアム）、9回表に秋山翔吾から空振り三振
- 初勝利：2019年8月1日、対オリックス・バファローズ15回戦（ZOZOマリンスタジアム）、12回表に9番手で救援登板・完了、1回無失点
- 初ホールド：2019年8月3日、対東北楽天ゴールデンイーグルス16回戦（楽天生命パーク宮城）、11回裏に7番手で救援登板、1回無失点

### 背番号
- 24（2019年 - ）

### 登場曲
- 「START IT AGAIN」AK-69（2019年 - ）